# Guz Krukenberga
Guz Krukenberga (łac. tumor Krukenbergi) – guz jajnika, będący przerzutem ze zmiany pierwotnej, którą jest głównie sygnetowaty rak żołądka, rak jelita grubego oraz inne raki przewodu pokarmowego. Około 3/4 tych raków pochodzi z ogniska pierwotnego w żołądku, które może być mikroskopijnej wielkości i pozostaje niewykryte nawet po owarektomii z powodu przerzutów. Rokowanie w guzie Krukenberga jest złe. 
Eponim upamiętnia niemieckiego ginekologa i patologa Friedricha Ernsta Krukenberga (1871-1946); w 1896 roku opisał on przypadek przerzutu raka żołądka do jajnika.